# Kalyani
Kalyani è una suddivisione dell'India, classificata come municipality, di 81.984 abitanti, situata nel distretto di Nadia, nello stato federato del Bengala Occidentale. In base al numero di abitanti la città rientra nella classe II (da 50.000 a 99.999 persone).

## Geografia fisica
La città è situata a 22° 58' 60 N e 88° 28' 60 E e ha un'altitudine di 10 m s.l.m..

## Società

### Evoluzione demografica
Al censimento del 2001 la popolazione di Kalyani assommava a 81.984 persone, delle quali 41.952 maschi e 40.032 femmine. I bambini di età inferiore o uguale ai sei anni assommavano a 7.579, dei quali 3.796 maschi e 3.783 femmine. Infine, coloro che erano in grado di saper almeno leggere e scrivere erano 58.639, dei quali 32.421 maschi e 26.218 femmine.